# Raffensberger Ferenc
Raffensberger Ferenc, névváltozat: Raffensperger (Sopron, 1851. május 12. – Sopron, 1936. április 27.) kertész.

## Életpályája
1851. május 12-én Raffensberger János kertész és Schneider Terézia gyermekeként született. Szakismereteit Magyarország legrégibb családi kertészetében, az 1803-ban alapított Raffensberger-kertészetben sajátította el.
Ausztriai és németországi tanulmányút után, 1886-ban vette át atyjától az üzem vezetését. Eleinte zöldségtermesztéssel foglalkozott és faiskolát tartott fenn, majd áttért a cserepes dísznövénytermesztésre. Eredményeket ért el a chrysanthemum- és orchideatenyésztésben.